# Операция «Сусанна»
 Опера́ция «Суса́нна» — диверсионная операция, спланированная израильской военной разведкой АМАН в июле 1954 года и направленная против американских и английских учреждений в Египте.
Идея заключалась в том, чтобы с помощью подпольной сети, состоящей из завербованных Израилем египетских евреев, устроить в Каире и Александрии серию террористических актов против американских и английских учреждений таким образом, чтобы подозрения легли на исламистскую группу «Братья-мусульмане», коммунистов или националистические группировки. Тем самым Израиль надеялся сорвать переговоры Египта с Великобританией о выводе британских войск из зоны Суэцкого канала. Уход англичан из стратегической зоны был не в интересах военной безопасности Израиля, так как это ставило Израиль под прямую угрозу со стороны Египта.
Операция была пресечена египетскими спецслужбами, организаторы теракта были арестованы, преданы египетскому суду и осуждены. Операция вызвала политический скандал в Израиле, который длился с 1954 по 1960 год и стал известен как «Дело Лавона», а сама операция получила название «Позорное дело» (Эсек биш — ивр. עסק ביש‎).

## Политические предпосылки

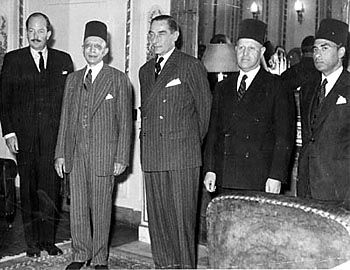
1-й день англо-египетских мирных переговоров, начавшихся 26 марта 1952 года, о выводе британских войск из зоны Суэцкого канала

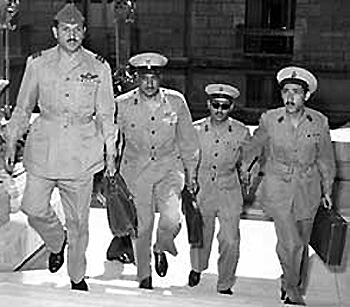
Придя к власти в 1952 г., «Свободные офицеры» под руководством Нагиба и Насера поставили перед собой цель добиться вывода британских войск из Египта.

В начале 1950-х годов египетское народно-освободительное движение против присутствия британских военных сил в Египте, и особенно в зоне Суэцкого канала, приобрело насильственный характер.
25 января 1952 года англичане атаковали египетский полицейский участок в Исмаилии в зоне канала. При этом около 50 египетских полицейских погибло и сотни получили ранения. Последовали массовые протесты и акты насилия против британцев.
23 июля 1952 года члены патриотического движения «Свободных офицеров» во главе с Мохаммедом Нагибом и Гамалем Абдель Насером совершили военный переворот, известный как «Июльская революция», в результате которого была устранена монархия египетского короля Фарука и провозглашена республика.
На фоне внутренней политической борьбы продолжались вооружённые стычки между египетскими партизанами и британскими войсками, повсюду проходили демонстрации, требовавшие вывода англичан из зоны Суэцкого канала. Оказавшись в такой сложной политической ситуации, Великобритания была вынуждена начать переговоры с Египтом о выводе своих войск. Проведение мирных переговоров также поддерживалось со стороны США, главного союзника Великобритании.
Такое изменение геополитической ситуации было невыгодно Израилю, так как в случае вывода иностранных войск из зоны Суэцкого канала он лишался «буфера» из британских сил, стоящих между ним и Египтом. Это, в свою очередь, открывало прямой доступ к границе Израиля и представляло военную угрозу для него. Израиль также полагал, что вывод военных сил из зоны Суэцкого канала может спровоцировать военные амбиции президента Египта Гамаля Абдель Насера в отношении Израиля. Требовалось сорвать мирные переговоры и не допустить вывода британских войск. Поначалу Израиль пытался повлиять на такую политику, используя дипломатию, но безуспешно.

## Подготовка
До сих пор не установлено однозначно, кто именно инициировал и отдал приказ о начале операции «Сусанна». Однако к лету 1954 года израильская военная разведка (АМАН) во главе с Биньямином Гибли уже работала над операцией. Операция ставила перед собой цель проведение серии терактов против американских и английских общественных учреждений в Каире и Александрии, так чтобы подозрения указывали на исламистскую группу «Братья-мусульмане». По мнению организаторов, теракты спровоцировали бы эскалацию конфликта между Египтом и Великобританией, что привело бы к срыву начавшихся интенсивных мирных переговоров.
Для проведения терактов было решено использовать ранее созданную агентуру. Задолго до этих событий спецслужбы Израиля уже засылали опытных разведчиков в Египет, где они успешно формировали подпольную сеть из местных египетских евреев.
Израильский разведчик Аврахам Дар с начала 1950-х гг. работал в Египте, где вербовал египетских евреев и обучал их диверсионной деятельности, в том числе изготовлению писем-бомб. В основном, членами подпольной сети становились молодые евреи-сионисты. В начале 1954 года израильский агент Абрахам Зайденберг под вымышленным именем Пол Френк был отправлен в Египет, чтобы принять на себя командование подпольной сетью из рук Дара. В ходе подготовки к терактам практически все участники сформированной Зайденбергом группы тайно выезжали в Израиль, где проходили диверсионную подготовку.
По замыслу организаторов, взрывы планировались устроить в общественных местах: в почтовых отделениях, в американских и британских библиотеках в Каире и Александрии.

## Исполнители

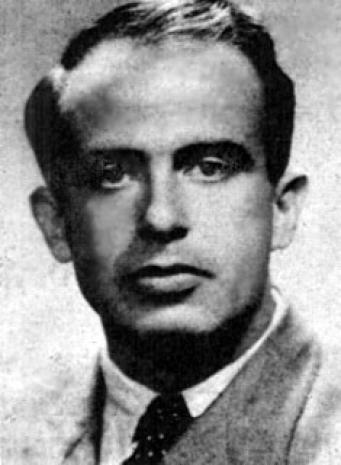
Израильский агент Макс Беннетт, один из организаторов операции «Сусанна».

В середине 1950-х годов в Египте проживало около 50—55 тысяч евреев, включая несколько тысяч караимов. Караимом был один из подпольщиков, Моше Марзук. Согласно источникам, положение египетских евреев в начале 1950-х гг. не было тяжёлым, оно даже немного улучшилось после свержения монархии. В стране действовали еврейские школы, синагоги, работал еврейский госпиталь.
Операцию проводили с помощью сети из местных евреев. Впоследствии глава АМАН Биньямин Гибли так охарактеризует участников: «Это были еврейские ребята с каким-то элементом идеологии и с каким-то желанием что-нибудь сделать для Государства Израиль».
Список участников операции:
- Моше Марзук (28 лет)[19] — доктор-хирург Еврейской больницы в Каире, по приговору суда был повешен 31 января 1955 г.[16]
- Шмуэль Азар[ивр.] (26 лет)[19] — профессор инженерии из Александрии, по приговору суда был повешен 31 января 1955 г.[20]
- Филлип Натансон — прямой исполнитель теракта, приговорён к пожизненному заключению. В 1968 году был обменян на несколько тысяч египетских военнопленных.
- Виктор Леви — приговорён к пожизненному заключению. В 1968 году должен был быть обменян на несколько тысяч египетских военнопленных в Израиле при условии прошения о помиловании. Отказался просить помилования, настаивая на своей невиновности. Получил отказ в освобождении, тем не менее был обменян на пленных несколькими неделями позже.
- Марселле Нинио[англ.] (Викторин Марселле Нинио (Ниньо)) — уроженка Каира, участница олимпийских игр от Египта, на момент теракта была служащей в одной из британских компаний в Египте, приговорена к 15 годам лишения свободы. В июне 1967 года была освобождена в ходе обмена военнопленными между Израилем и Египтом. В 1974 году премьер-министр Израиля Голда Меир лично присутствовала на свадьбе Нинио.[21]
- Роберт Дасса[ивр.] — приговорён к 15 годам лишения свободы.[22]
- Меир Мейюхас — провёл 7 лет в заключении и вышел на свободу в 1962 году.[23][24]
- Меир Заафран — провёл 7 лет в заключении и вышел на свободу в 1962 году.[25]
- Меир (Макс) Беннетт[англ.] — покончил жизнь самоубийством в ходе суда.[26]
- Йозеф Кармон — покончил жизнь самоубийством в ходе суда.

## Теракт и аресты
Первое небольшое взрывное устройство взорвалось 2 июля 1954 года в почтовом отделении Александрии, что вызвало пожар.
14 июля 1954 года были приведены в действие легковоспламеняющиеся бомбы в американских библиотеках в Каире и Александрии, которые также вызвали пожар.
23 июля 1954 года Филлип Натансон был схвачен по пути в британский кинотеатр «Рио» в Александрии, где он должен был взорвать самодельную бомбу. Однако бомба взорвалась чуть раньше, прямо в руках Натансона. Он получил ранение и лежал на земле. Кто-то в толпе крикнул «Осторожно, у него может быть ещё бомба!» Подоспевший египетский полицейский сказал: «Не волнуйтесь, не волнуйтесь! Мы ждали их. Это те, которые подожгли американскую библиотеку». Натансона отвезли в больницу, где после оказания ему первой помощи он тут же был допрошен египетскими военными контрразведчиками. При обыске у Натансона в футляре для очков нашли взрывчатку.
Дома же произвели обыск и нашли фальшивые документы, самодельные взрывные устройства и негативы с изображением военных объектов, мостов и прочих целей для террористических, диверсионных актов. Натансон настаивал на том, что является «коммунистом, и приказ о проведении диверсий пришел из Москвы». Согласно ряду источников, нужные показания были получены с помощью пыток. Были арестованы все члены сети Макса Беннета, а через некоторое время и он сам. Беннета и других агентов пытали в том числе бывшие нацисты, работавшие в египетской контрразведке, в частности бывший командир личной охраны Гитлера и начальник гестапо Варшавы Леопольд Глейм, скрывавшийся в Египте под именем аль-Нахер.
Вслед за тем последовали массовые аресты, фактически покончившие с израильской диверсионной сетью в Египте. У студента Виктора Леви полицейские нашли миниатюрный радиопередатчик. Второй радиопередатчик обнаружили в багажнике автомашины доктора Марзука. У остальных участников нашли карты с отмеченными целями и даже ротапринт.
5 октября 1954 года в публичном выступлении министр внутренних дел Египта, Закария Мухиеддин, заявил, что была разоблачена подпольная группа по саботажу, состоящая из 13 египетских евреев.

## Следствие и суд
Судебные слушания были открыты 11 декабря 1954 года и продолжались до 3 января 1955 года.
Во время суда в своей заключительной речи египетский прокурор Фуад аль-Дигви сказал: «Египетские евреи живут среди нас и являются сынами Египта. Египет не делает различия между своими сынами, будь они мусульмане, христиане или евреи. Так случилось, что обвиняемые являются евреями, живущими в Египте, но судим мы их, потому что они совершили преступление против Египта, хотя они сыны Египта».

## После суда
Двое агентов, покончивших жизнь самоубийством во время суда, и двое повешенных по приговору египетского суда считаются в Израиле «мучениками», в их честь названы улицы, сады и кварталы. Двое были отпущены за недостатком улик, а остальные, просидев много лет в египетской тюрьме, были обменены на египетских военнопленных в 1968 году и переехали в Израиль. В 2005 году в знак признания их заслуг бывшие агенты получили свидетельства благодарности от президента Израиля Моше Кацава, который назвал их «героями». Они также проводят широкую кампанию, чтобы рассказ об операции был включён в школьные программы и учебники израильских школ.

## Предположения о двойном агенте
Согласно Давиду Кимхи, бывшему заместителю главы израильской секретной службы «Моссад», планы Израиля против Египта выдал египетским спецслужбам один из израильских сотрудников Моссада, который являлся двойным агентом. Не называя имени двойного агента, Кимхи только заявил, что этот агент был выявлен и осуждён на 10 лет.
По некоторым данным, этим двойным агентом являлся Абрахам Зайденберг, который предположительно передал информацию об израильских планах египетской агентурной сети в Германии. Абрахам Зайденберг, известный также под именем Аври Эльад, действовал в Египте под именем Пол Френк. Зайденберг родился в 1926 году в Вене, Австрия, переехал в Палестину в 1939 году. Был завербован израильскими спецслужбами в 1952 году. По его первому делу был направлен в Германию, где приобрёл вымышленную личность офицера СС Пола Френка и смог успешно внедриться в подпольную сеть бывших нацистов. В начале 1954 года был заслан в Египет для выполнения операции. Абрахам Зайденберг был признан виновным судом Израиля в 1959 году и приговорён к 12 годам заключения, урезанным до 10 после апелляции защиты. После завершения срока заключения он уехал в США. Зайденберг никогда не признавал себя виновным. Умер в 1993 году в Лос-Анджелесе, США. Согласно некоторым комментаторам, «предательство» Зайденберга позволило предотвратить теракты и спасти жизни многих невинных гражданских лиц.

## «Дело Лавона»

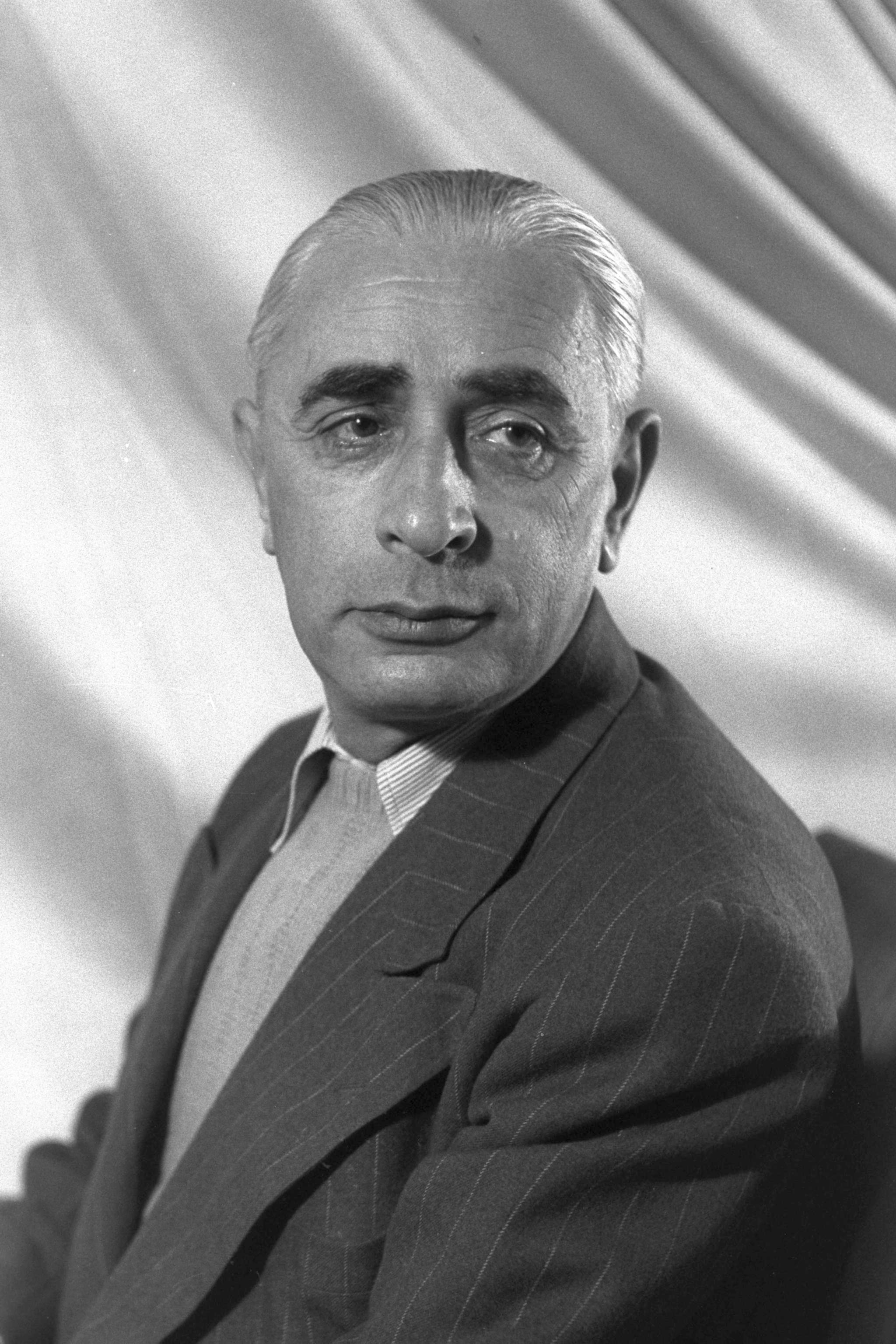
Пинхас Лавон, министр обороны Израиля, утверждал, что не отдавал Гибли приказа об «Операции Сусанна».

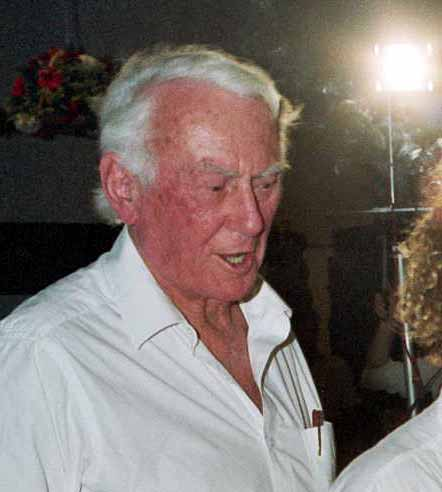
Биньямин Гибли, глава АМАН, утверждал, что Пинхас Лавон отдал ему приказ начать «Операцию Сусанна».

С самого начала израильские власти отрицали свою причастность к организации диверсии. Так, например, 13 декабря 1954 года, через два дня после начала суда, премьер-министр Израиля Моше Шарет, выступая в Кнессете, заявил: «Правительство Израиля полностью отвергает ложные обвинения, выдвинутые египетскими прокурорами, которые привязывают израильские власти к ужаснейшим поступкам и обвиняют их в заговоре против безопасности и свободы международных отношений Египта. Мы видим в этих безвинных евреях, которые были обвинены египетскими властями в тяжелейших преступлениях, жертв беспрецедентной враждебности к Государству Израиль. Мы призываем всех, кто верит в мир, стабильность и гуманные отношения между государствами, остановить эту фатальную несправедливость».
Премьер-министр Моше Шарет не был поставлен в известность об операции и назвал египетские обвинения «презренной клеветой, призванной опорочить евреев в Египте». После того как выяснилось, что обвинения не вымысел, в Израиле разразился политический скандал, было начато расследование, продолжавшееся многие годы и получившее название «Дело Лавона» или «Позорное дело» (Эсек биш).
В ходе расследования начальник военной разведки Биньямин Гибли и министр обороны Пинхас Лавон обвиняли друг друга в ответственности за провал операции. Гибли утверждал, что действовал по приказу Лавона, а Лавон отрицал, говоря, что приказа не было и Гибли действовал за его спиной. 2 января 1955 года Лавон подал в отставку, а Гибли был уволен 7 марта 1955 года. Относительно степени ответственности каждого из них существуют две версии. По первой версии, Гибли и Лавон действительно говорили на эту тему и министр обороны дал ему однозначное разрешение на серию терактов. Версия вторая гласит, что Лавон действительно положительно отнесся к предложению, однако никакого точного и ясного приказа в этой связи не отдавал.
На сегодняшний день до сих пор нет определённого ответа на вопрос о том, кто отдал приказ об операции.